# ميليكا ستريتش
ميليكا ستريتش (الصربية السيريلية: Милица Штерић ؛ 1914-1998) هي مهندسة معمارية صربية، عملت في انرجو بروجكت لسنوات عديدة، حيث أسست قسم الهندسة المعمارية وترأسته. كما أنها مسؤولة عن العديد من محطات الطاقة التي تم بناؤها في يوغوسلافيا، والتي ساعدت في إعادة بناء اقتصاد البلاد بعد الحرب العالمية الثانية. اشتهرت بمنهجيتها الحديثة، وهي واحدة من أوائل النساء في صربيا اللائي أخذن علي عاتقهن مشاريع معمارية واسعة النطاق.

## حياتها المهنية
ولدت ستريتش في سميديريفو بصربيا ودرست الهندسة المعمارية في بلغراد وتخرجت عام 1937. بمجرد انتهاء الحرب العالمية الثانية، تم تعيينها من قبل إلكتروستوك في عام 1947. ثم عملت في إنرجوبروجكت من عام 1951 حتى عام 1985، حيث أصبحت رئيسة القسم المعماري. ركزت في البداية على إنشاء البنايات الصناعية والبنية التحتية لكلا الشركتين، وتصميم العديد من محطات الطاقة في جميع أنحاء يوغوسلافيا.
في عام 1957، أمضت ستريتش نصف عام في هولندا تعمل في شركة الهندسة المعمارية فان دن بروك وباكيمي حيث تعلمت المزيد عن أسلوب باوهاوس.
بعد عودتها إلى صربيا، طبقت مهاراتها الجديدة وأنشأت مول تجاري في شارع 2 كاريس ميليس. تم تشييد واجهة المبنى في عام 1957، وهي عبارة عن مزيج من الفولاذ والزجاج، تحيطها أشرطة أفقية من النوافذ. وعلى مقربة من الطريق، بنَت ستريتش أيضًا المقر الرئيسي لشركة انرجوبروجكت في عام 1960، والذي أصبح فيما بعد مبنى بيوبانك و كان أول مبنى في بلغراد مع أعمدة قائمة بذاتها وواجهة زجاجية شفافة.

## الجوائز والتكريم
في عام 1984، حصلت ستريتش على «الجائزة الكبرى للهندسة المعمارية» من «اتحاد المهندسين المعماريين في صربيا».  
في عام 1994، كانت عضوًا في اللجنة التي أنشأت «أكاديمية الهندسة المعمارية في صربيا» في العام التالي.
في عام 2015، نظم مهرجان «أسبوع العمارة الدولي في بلغراد» جولة سيرًا على الأقدام في مباني بلغراد التي شيدتها مهندسات معماريات مثل ستريتش في نفس العام، و كانت واحدة من عدة رائدات تمت إضافتها في كتاب «المرأة في العمارة - العمارة المعاصرة في صربيا منذ عام 1900».
و سيتم تحويل مبنى أوتريتش بيوبانك إلى مركز بيئي في وقت ما في عام 2018. يقع المبنى في حي زيليني فيناك، وفازت بجائزة سيدموجولاسكا ناجاردا (الجائزة السابعة للهندسة المعمارية) عند بنائه.
في عام 2018، ستكون أوتريتش وغيرها من المهندسين المعماريين اليوغوسلافيين محور معرض في متحف نيويورك للفن الحديث (موما) بعنوان «نحو المدينة الفاضلة الخرسانية: العمارة في يوغوسلافيا، 1948-1980». 